# جانغشي
كان جانغشي أحد أخر الخانات المؤثرين (حكم من 1335 إلى 1338) في خانية جغتاي. كان والده الأمير إبوغين الذي كان ابن دوا، جغتاي خان.
كان مُعاديًا للمسلمين ومتسامح تجاه النصارى. قبل خلافته، أرسل جانغشي لإمبراطور اليوان توغ تيمور 170 سجينًا روسيًا. ومع ذلك، ربما كان نسطوريًا. حصل على مكافأة مالية من بلاط أسرة يوان. أطاح بالأمراء المسلمين من سلطة الخانات عام 1334-1335. لكنه قُتل على يد عائلته عام 1338 بعد فترة قصيرة من حكمه. وخلفه شقيقه الأصغر يسون تيمور.